# 殷正茂
殷正茂（1513年7月6日—1592年1月17日），字養實，號石汀。直隸歙縣上里村（今安徽）人，祖籍直隸丹陽（今江蘇），同進士出身。

## 生平
由國子生中式嘉靖二十二年（1543年）癸卯應天府鄉試第三十五名舉人，嘉靖二十六年（1547年）登丁未科會試第一百三十名，三甲一百九十七名進士，與張居正同榜，授行人。三十二年四月選授兵科給事中，次年八月巡视京营。进礼科右，三十四年十月升兵科左，劾罷南京刑部侍郎沈應龍。三十五年三月出为廣西按察司副使、提调学校，三十八年正月考察以贪被罢黜革职，同年丁父憂。後復任雲南副使。
隆慶元年（1567年）正月復除湖廣兵備副使，八月升浙江右参政，二年九月遷江西按察使。
隆慶三年冬，廷議鎮壓古田壯族韋銀豹、黃朝猛之亂。殷正茂擢右僉都御史，巡撫廣西。與提督李遷調土、漢兵十四萬，令總兵俞大猷為將，分兵七道進，連破數十巢。黃朝猛死，韋銀豹被叛徒廖东贵出卖，解送至京城。五年五月以功進兵部右侍郎，仍兼都察院右僉都御史，繼續擔任巡撫。八月接替李遷總督兩廣軍務兼巡撫廣東。兩廣總督任内的萬曆元年（1573年），東莞縣的南部被分拆為新安縣，範圍包括今天的香港及深圳。

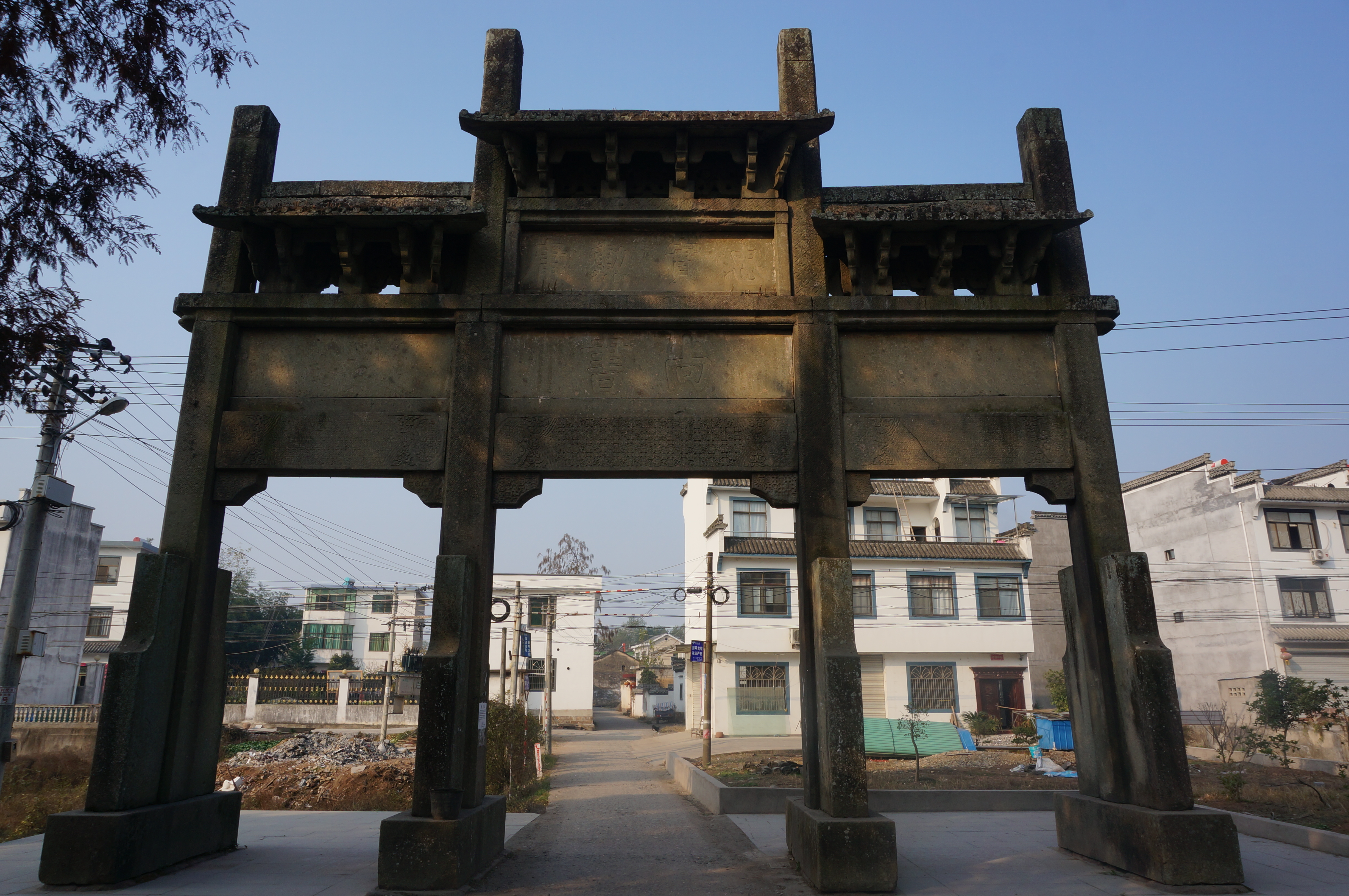
万历年间为殷正茂所立殷尚书坊

萬曆三年（1576年）加兵部尚書銜，六月召為南京戶部尚書，四年二月改任户部尚书。萬曆六年（1579年）六月累疏乞休，准致仕歸鄉。
万历九年十一月，又起用為南京刑部尚書，十一年正月被劾致仕。萬曆二十年（1592年）卒。《明史》有傳。

## 其他
殷正茂有軍事才幹，但生性貪婪，鎮壓古田壯族韋銀豹、黃朝猛之亂時，首輔高拱說：「吾捐百萬金予正茂，縱幹沒者半，然事可立辦。」張居正死後，御史張應詔稱刑部尚書殷正茂以二座金盤種植珊瑚賄賂張居正，又用金珠、翡翠、象牙饋送馮保及張居正家人游七。

## 家族
宋南渡時，有殷秉常者自维阳来江左，定居润州丹阳，六传至殷恂，以偏校從贾丞相芜湖之役，避乱居歙县城南，曾氂堙井济人，世称殷公井，为遷歙始祖。恂生雄甫，徙居上里，复五世而传道明，道明生文清。
曾祖殷文清。祖殷頫，祖母胡氏（生三子：𨱑、钺、钟）。父殷鐄（1495年-1559年），號東厓，经商于淮揚吴越間；嫡母胡氏，母吳氏，繼母程氏。重慶下，弟殷正芳（母胡氏）；殷正蒔（母程氏）。從弟正華；正蒞。
子宗伊（官生光禄署正）；宗傅（锦衣卫指挥佥事）。孫光彦（五府都事、南京宗人府经历）；光立（南京都察院照磨）。